# 旧有壁宿本陣
旧有壁宿本陣（きゅうありかべじゅくほんじん）は、宮城県栗原市金成有壁にある建築物。江戸時代には奥州街道の有壁宿本陣として使用され、1971年（昭和46年）5月に国の史跡に指定された。

## 概要
旧有壁宿本陣は、元和5年（1619年）に奥州街道の金成宿と一関宿の間に位置する有壁宿の宿駅として創設され、代々町の検断を務めていた佐藤家により運営され、参勤交代制度の確立後は、松前・八戸・盛岡・一関の各藩主や藩重臣が通行の際に宿泊所として使用した。現存する建造物は、延享元年（1744年）の宿場町全焼の火災のため、場所を移して改築されたもので、二階建長屋と御成門が目立つ。
御成門は、近世には藩主や幕府及び各藩重要役人が利用したが、1876年（明治9年）および1881年（明治14年）に明治天皇が東北地方巡幸の際に使用して以来、利用が禁じられて閉鎖された。藩主たちが利用した「上段の間」は床が他の部屋よりも一段高く、天井が高い竿縁天井で、縁に面した書院窓がつくという典型的な書院造りである。
延享元年の火災より現在まで200年以上の間災害などを免れてきたことから、『宿駅検断文書』・『本陣宿泊文書』・『佐藤家内文書』など本陣の経営や江戸時代当時の様子に関する史料が残されている。
現在では外からの見学のみ可能。

## アクセス
- 東北本線有壁駅から徒歩で7分
- 東北自動車道若柳金成インターチェンジから車で15分

## 周辺
- 仙台藩花山村寒湯番所跡
- 吉岡宿（1616年設置）
- 富谷宿（1618年設置）